# Sindicación
Sindicación es la redifusión de contenidos informativos o lúdicos de un emisor original por otro, que adquiere los derechos gracias a un contrato o licencia.
El término sindicación es un anglicismo que proviene de "syndication", habitual en la terminología anglosajona de los medios comunicación. Como tal, se desaconseja su uso en español, aunque se incorporó rápidamente a la jerga técnica con la popularización de la redifusión de contenidos web. "Sindicación de contenidos" o, en términos lingüísticos más recomendables, "redifusión de contenidos", son conceptos aplicados en las siguientes situaciones:

## Sindicación televisiva
Una productora de televisión normalmente realiza sus programas merced a un contrato previo con alguna cadena, que se reserva en exclusiva sus derechos de emisión. Sin embargo, una vez agotado el primer contrato, normalmente se intentarán obtener nuevos beneficios mediante su licencia a otras cadenas de televisión que cubran nuevos mercados o áreas geográficas. Este proceso se llama sindicación televisiva, y ha permitido la popularización mundial de muchas series míticas inicialmente creadas para un mercado muy concreto, como las emisoras estadounidenses de televisión por cable.

## Sindicación de prensa
Ocurre cuando diarios o revistas licencian artículos, columnas o tiras cómicas a otras publicaciones..

## Sindicación de contenidos web
Parte del contenido de una página web se pone a disposición de otros sitios o suscriptores individuales. El estándar de sindicación web más extendido es RSS, seguido por Atom. Los programas informáticos compatibles con alguno de estos estándares consultan periódicamente una página con titulares que enlazan con los artículos completos en el sitio web original. A diferencia de otros medios de comunicación, los derechos de redifusión de contenidos web suelen ser gratuitos, y no suele mediar un contrato entre las partes sino una licencia de normas de uso.

## Sindicación de radio
Permite a estaciones de radio (normalmente de FM) obtener programación de grandes cadenas nacionales, a las que normalmente están adscritas de forma permanente mediante un contrato previo.